# Lathraea
Lathraea este un gen de plante din familia  Scrophulariaceae.

## Specii
Cuprinde  5 specii:
- Lathraea squamaria[3]